# 桐島聡
桐島 聡（きりしま さとし、1954年1月9日 - 2024年1月29日）は、1970年代の日本の新左翼過激派集団である東アジア反日武装戦線のメンバー。1975年に同派による連続企業爆破事件の被疑者として全国に指名手配された。逃亡から約49年後の2024年1月25日に偽名で入院中、自身の名前を名乗り、その4日後に死亡した。

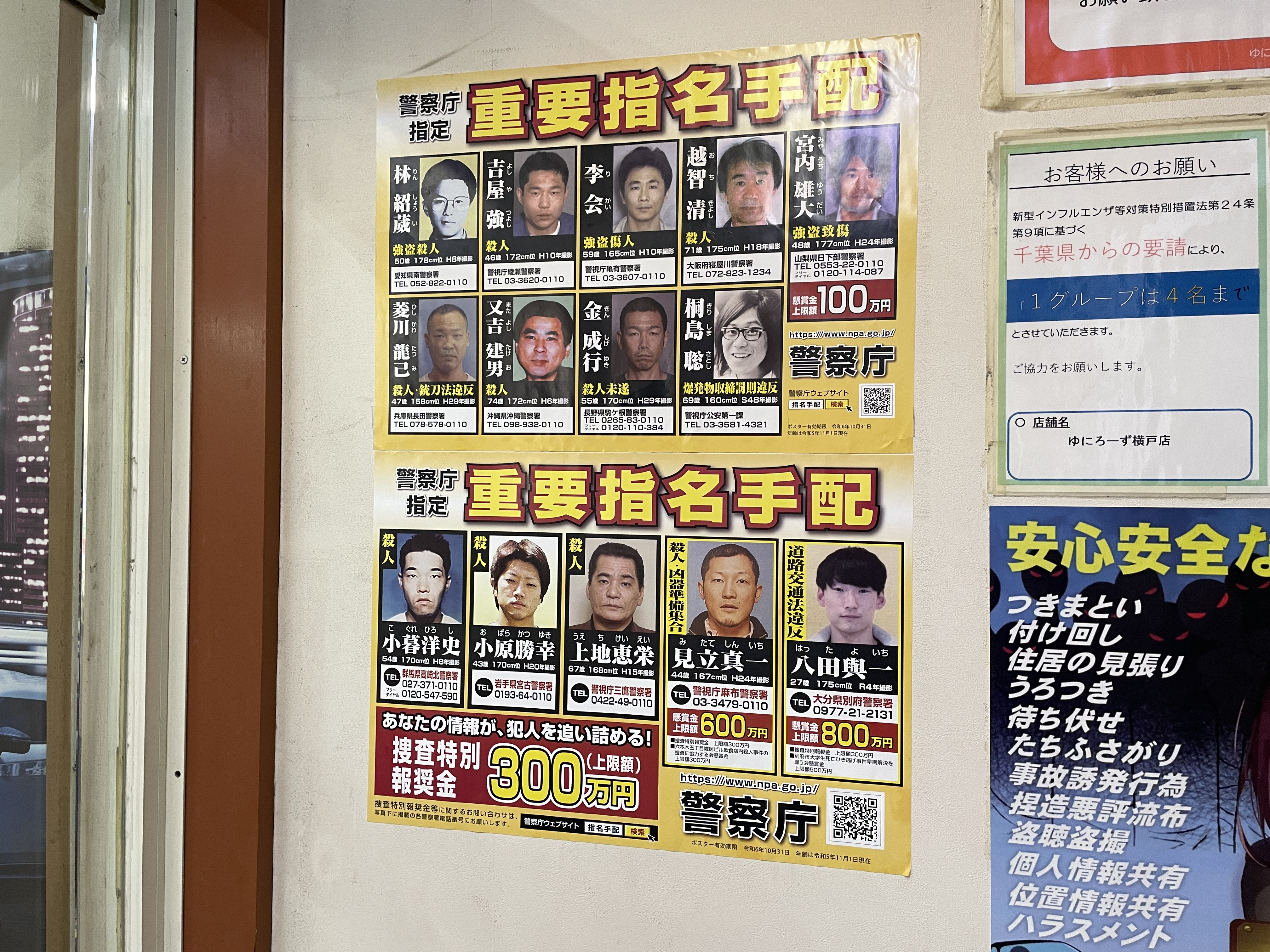
桐島聡のマグショットは、上のポスターの右下である。

## 来歴

### 経歴
広島県深安郡神辺町（現在の福山市）出身。広島県立尾道北高等学校卒業。明治学院大学在学中に黒川芳正や宇賀神寿一と出会い、東アジア反日武装戦線に「さそり」班として参加し、20歳から21歳の間に連続企業爆破事件の複数のテロ事件に関与した。

### 連続企業爆破事件への関与
1975年4月18日、東京の銀座の韓国産業経済研究所の入口に手製の時限信管付爆弾を仕掛け翌日に爆発させた。これによってビルの一部が損壊した。警視庁は本事件を中央区内連続企業爆破事件とも呼んでいる。爆弾は同グループが地下出版した腹腹時計に掲載したもので、同グループで薬剤師資格を持つ大道寺あや子が勤務先から横領した薬品などを使って製造したものが使われた。指名手配された直接の容疑は、このオリエンタルメタル社・韓産研爆破事件における爆発物取締罰則違反であるが、それ以外にも、共犯である黒川らの刑事裁判で、
- 鹿島建設爆破事件（1974年12月23日。死傷者なし）[10]
- 間組本社ビル（9階・6階）及び大宮工場同時爆破事件（1975年2月28日。桐島が共謀した本社ビル9階爆破で1人が加療4か月を要する重傷。桐島が担当した6階爆破では死傷者なし）[10]
- 間組江戸川作業所爆破事件（1975年4月27日。1人が加療約1年3か月を要する重傷）[10]
- 間組京成江戸川橋工事現場爆破事件（1975年5月4日。死傷者なし）[10]

に桐島が共謀・実行で関与したことが認定されている。ほとんどの事件で桐島と行動を共にした黒川には無期懲役、宇賀神には懲役18年が確定している。

### 逃亡
1975年5月19日、東アジア反日武装戦線の主要メンバー7人が逮捕されたのを契機に逃亡。黒川が所持していた桐島の家の鍵からまだ警察が把握していなかった桐島の存在が明らかとなり、桐島は警視庁公安部に爆発物取締罰則違反で全国一斉指名手配された。東京都新宿区歌舞伎町の大衆料理店で、逃走直前までアルバイトをしていたとされるが、同年5月20日に渋谷区内の銀行で現金を下ろした後、同31日に広島県の実家に電話をかけ、「岡山に女と３人でいる。金を準備してくれ。国外へ逃亡することも考えている」などと父親に伝えたのを最後に足取りが途絶えた。
1989年と1990年、警察庁は過激派の爆弾犯、誘拐犯ら10人を指定の公開手配とした中の1人に桐島を挙げた。1987年だけで警視庁は桐島を含めた10名を掲載した手配チラシを700万枚印刷し全国に配布した。半世紀近くも生死を含め行方がわからず、東アジア反日武装戦線のメンバーの中で、一度も逮捕されていない唯一のメンバーであった。また東アジア反日武装戦線の中で、前科がないただ一人の人物でもあった。

### 公訴時効について
間組本社ビル等爆破事件に関しては、共犯者の佐々木規夫と大道寺あや子が起訴後にそれぞれクアラルンプール事件とダッカ日航機ハイジャック事件により国外逃亡したため、刑事訴訟法254条2項により共犯者の公判が継続中という扱いで公訴時効が停止したままである。
また、佐々木・大道寺が関わっていないオリエンタルメタル社・韓産研爆破事件では、共犯者の浴田由紀子が同じ経緯で国外逃亡した後、身柄拘束されて2004年8月に判決が確定し、そこから桐島の公訴時効が再開されることとなった（当時の爆発物取締罰則1条での公訴時効は15年）。
しかし、2010年の法改正によって、桐島の公訴時効は、犯行時から起算して、1975年6月10日に浴田が起訴されて2004年8月に判決が確定するまでの期間を除いた上で、25年になった（刑事訴訟法250条2項）。そのため、公訴時効の完成は2029年となった。

### 身柄確保
2024年1月25日、末期の胃癌の治療のために「ウチダヒロシ」として神奈川県鎌倉市の病院に入院していた男が、自らを桐島聡と名乗ったため職員が警察に通報した。警視庁公安部は男の身柄を確保し、男の特定作業を開始した。男は事情聴取に対して、事件の関係者しか知り得ない当時の状況などについて話したため、警視庁公安部は男が桐島である可能性が高いとしてDNA型鑑定を進めた。その後、容体が悪化して危篤状態となり、1月29日午前7時33分、男は入院先の病院で死亡が確認された。
親族は遺体を引き取ることを拒否し、警視庁は複数の親族からDNA型の提供を受け、死亡した男性が桐島本人かどうか特定作業が進められた。
2月2日、桐島聡と見られる男のDNA型鑑定の結果、桐島の親族と｢親族関係矛盾なし｣という結果が出た。2月7日、男の遺体は藤沢警察署から鎌倉市に引き渡され、逗子市内の火葬場で火葬された。親族は遺体の引き取りを拒否したといい、今後、引き取り手がない場合は無縁仏として合葬することになる。
2月27日、警視庁公安部はDNA型鑑定の結果などから、死亡した男は桐島本人と特定した。これを受けて、警察庁刑事局は同日付で指名手配を解除したため、全国各地の警察署では重要指名手配犯のポスターに掲載されている桐島の顔写真に「手配を解除しました」とのシールを貼り付ける作業が行われた。同日、警視庁公安部は指名手配容疑事件を含む計5事件に関与したとして、被疑者死亡のまま爆発物取締罰則違反と殺人未遂の容疑で書類送検した。
2024年3月21日、東京地方検察庁は被疑者死亡のため、桐島を不起訴処分とした。

### 身柄確保後の捜査
桐島聡は、数十年前からは「内田洋（ウチダヒロシ）」という偽名を使って神奈川県藤沢市内の工務店で住み込みで働き、勤務先に近い古い木造2階建ての6畳の寮で一人暮らしをしていたことが判った。また、周囲には「岡山県出身」と話しており、免許証や保険証や金融機関の口座など身分証明するものは一切持っていなかったため、給料は現金で受け取っていた。事件についての聞き取りでは、連続企業爆破事件の内指名手配となった「韓国産業経済研究所爆破事件」への関与を否定し、それとは別の「間組爆破事件」のみ関与したと話した。
また、桐島聡が事件後の海外への渡航歴は確認されてないが、逃亡中は海外にも滞在していたことをほのめかした。

## 人物
身長は160センチで強度の近視、足が細い、広島弁、顔にニキビの跡がある、唇が厚いなどの特徴を持つ。

### 内田洋として
当時、警視庁の鑑識官として複数の現場を捜査した戸島国雄は、証拠を残さない慎重さがあったため、半世紀にわたって逃亡できたのではないかと分析した。
1960 - 1970年代のブルースやロックなどの音楽好きで知られ、ジェームス・ブラウンやカルロス・サンタナを好み、月1回程度、音楽好きが集まる藤沢市内のバーに顔を出していた。藤沢市内の別のバーでは「うーやん」と呼ばれており、週1 - 2回来店しては赤ワインを愛飲していた。
また、健康保険証などの身分証明書は一切持っておらず、歯医者も行けないためか、ほとんど歯もない状態だった。20歳年下の女性とも交際していたことがあり、結婚も視野に入れていたという。

## 演じた俳優
- 杉田雷麟（青年期[46]）古舘寛治（晩年[46]） - 映画『逃走』（2025年3月15日、足立正生監督・脚本）[47]
- 毎熊克哉（21歳〜70歳[48]） - 映画『「桐島です」』（2025年7月4日、高橋伴明監督）[49][50]